# Stina Nilsson
Pour les articles homonymes, voir Nilsson.
Stina Nilsson, née le 24 juin 1993, est une fondeuse suédoise, passée un temps biathlète. Médaillée de bronze avec Ida Ingemarsdotter sur le sprint par équipes des Jeux olympiques de Sotchi en 2014, elle remporte le titre olympique du sprint classique lors des Jeux de 2018 à Pyeongchang. Lors de cette édition, elle remporte deux médailles d'argent en relais, d'abord celle du relais quatre fois cinq kilomètres, avec Anna Haag, Charlotte Kalla et Ebba Andersson, puis celle du sprint par équipes avec Charlotte Kalla.
Surnommée Silver-Stina, Elle est également détentrice de sept médailles lors des Championnats du monde, l'argent sur le sprint, le sprint par équipes et le relais de l'édition 2015 de Falun et sur le relais de l'édition 2017 de Lahti. Lors de l'édition 2019 de Seefeld, elle remporte ses deux premières médailles d'or mondiales, lors du sprint par équipes avec Maja Dahlqvist et sur le relais 4 × 5 km, avec Ebba Andersson, Frida Karlsson et Charlotte Kalla. Sur le sprint féminin, elle remporte la médaille d'argent.
Plusieurs fois victorieuses en Coupe du monde, elle termine troisième du classement général des sprints de la saison 2015-2016 puis deuxième de ce même classement lors des deux saisons suivantes, en 2017 et 2018. Après trois saisons sur le podium, elle remporte ce classement des sprints en 2019. En 2020, elle décide d'abandonner le ski de fond pour se consacrer au biathlon, et le 5 mars 2022 elle obtient son premier podium dans la Coupe du monde IBU en terminant troisième du sprint de Kontiolahti.
Elle retourne au ski de fond à l'issue de la saison 2023-2024 de biathlon pour courir avec succès sur les longues distances.

## Carrière

### Ski de fond
Stina Nilsson commence sa carrière au niveau junior durant la saison 2009-2010. En 2012, elle devient championne du monde junior de sprint à Erzurum puis participe dans la foulée à sa première épreuve en Coupe du monde à Drammen (23e du sprint). En janvier 2013, elle monte sur son premier podium lors d'un sprint par équipes à Liberec où elle est associée à Ida Ingemarsdotter puis conserve son titre de championne du monde junior de sprint. Le mois suivant, elle est finaliste du sprint classique aux Championnats du monde, prenant la cinquième place. En 2014, elle est sélectionnée pour les Jeux olympiques de Sotchi et arrive en demi-finales du sprint individuel (10e) et décroche la médaille de bronze du sprint par équipes avec Ida Ingemarsdotter. Lors de la manche de Coupe du monde de Drammen peu après les compétitions olympiques, elle obtient son premier podium individuel en obtenant une troisième place du sprint, derrière Maiken Caspersen Falla et Marit Bjørgen. Lors des Finales, elle termine de nouveau troisième d'un sprint, à Falun, où elle est devancée par deux Norvégiennes, Bjørgen et Ingvild Flugstad Østberg.
Elle commence sa saison suivante à Bruksvallarna lors d'une course FIS où elle termine troisième d'un 28 kilomètres libre mass-start. 21e du Nordic Opening disputé à Lillehammer, mini-tour où elle ne parvient pas à passer le stade des qualifications du sprint, elle participe ensuite à la finale du sprint libre de Davos. La semaine suivante, pour un nouveau sprint sur ce site, elle termine deuxième derrière Bjørgen. Elle dispute ensuite le Tour de ski 2014-2015. Après une 23e place du prologue, elle termine quatrième du dix kilomètres classique, puis à la même place lors du sprint de Val Mustair où elle met ensuite un terme cette compétition. Elle retrouve le circuit de la coupe du monde à Otepää où elle termine deuxième derrière Ingvild Flugstad Østberg. Associée à Ida Ingemarsdotter pour le sprint par équipes disputé sur le même lieu, elle remporte cette course devant les Norvégiennes Østberg et Falla. À Oestersund, elle termine troisième. En février, elle participe aux championnats du monde disputés en Suède à Falun. Vice-championne du monde du sprint classique derrière Marit Bjørgen, elle remporte également la médaille d'argent du sprint par équipes avec Ida Ingemarsdotter derrière les Norvégiennes Ingvild Flugstad Østberg et Maiken Caspersen Falla. Elle est également alignée sur le relais quatre fois cinq kilomètres avec Sofia Bleckur, Charlotte Kalla et Maria Rydqvist, les Suédoises étant devancées uniquement par le relais norvégien. Après les mondiaux, elle termine cinquième du sprint de Drammen, puis participe à trois courses de trente kilomètres, celui d'Oslo, où elle termine 41e, une course nationale à Kalix et la course FIS de Bruksvallarna qu'elle remporte.
Deuxième derrière Maiken-Caspersen Falla lors de la première course de la coupe du monde 2015-2016, un sprint classique à Ruka, Stina Nilsson termine la poursuite concluant ce Nordic Opening par une deuxième place, à 22 secondes de la Norvégienne Therese Johaug. Lors du sprint suivant à Davos, elle est la première non norvégienne à remporter une course depuis le début de la saison. Sa victoire face à Maiken Caspersen Falla et Ingvild Flugstad Østberg constitue sa première victoire en coupe du monde. Annoncée comme l'une des favorites du sprint de Toblach, elle termine troisième derrière Falla et Østberg. Elle termine à la sixième place de la finale du sprint de Lenzerheide, première étape du tour de ski. Lors du deuxième sprint de ce tour, à Oberstdorf, elle termine de nouveau sixième, la course étant remportée par l'Américaine Sophie Caldwell. Elle termine finalement 24e du tour de ski. Une semaine plus tard, à Planica, elle remporte les deux courses, le sprint libre devant Astrid Jacobsen, puis le sprint par équipes avec Ida Ingemarsdotter. Elle termine ensuite sixième à Drammen, puis troisième de celui de Stockholm. Elle dispute ensuite des épreuves à Falun et Lahti, où elle dispute une demi-finale d'un sprint libre. La coupe du monde se poursuit ensuite en Amérique du Nord, lors du Ski Tour Canada. Elle s'incline devant Falla lors du sprint initial de Gatineau, devançant Heidi Weng. Treizième d'un dix kilomètres et demi, elle remporte ensuite le sprint de Québec. Elle abandonne ensuite après l'étape suivante, une poursuite. Elle termine la saison sur le podium du classement général des sprints, derrière les Norvégiennes Maiken Caspersen Falla et Ingvild Flugstad Østberg.
Stina Nilsson remporte la première course de la coupe du monde 2016-2017, un sprint classique à Ruka, devançant Maiken-Caspersen Falla et Heidi Weng. Le lendemain, elle termine à la septième place d'un dix kilomètres remporté par Marit  Bjørgen, et occupe la première place du classement général à l'issue de cette première étape. Elle perd cette place, au profit de Heidi Weng, lors du mini-tour disputé à Lillehammer : victime d'un bris de bâton dur du sprint classique, elle effectue une excellente poursuite, le quatrième temps, pour se classer finalement cinquième. À Davos, elle ne parvient pas à se qualifier sur le sprint. Lors de l'étape de La Clusaz, elle lutte sur le dix kilomètres classique mass-start avec trois Norvégiennes, Weng, Bjørgen et Ingvild Flugstad Østberg, terminant quatrième d'une course remportée par Heidi Weing. Avec le relais suédois, elle termine à la troisième place derrière la Norvège et la Finlande.
Nilsson remporte le sprint de Val Mustair, première étape du tour de ski. Cinquième du cinq kilomètres classique mass-start, elle remporte le skiathlon d'Oberstdorf, sa première victoire sur une course de distance, en s'imposant face à l'Américaine Jessica Diggins et Heidi Weng. Le lendemain, elle confirme en remportant la poursuite dix kilomètres libre, devant Heidi Weng et Ingvild Flugstad Østberg. Vingtième de l'étape suivante, un cinq kilomètres, elle remporte le dix kilomètres classique mass-start de Val di Fiemme, devant la Finlandaise Anne Kyllönen et sa compatriote Charlotte Kalla. Partie en tête lors de l'étape finale, la montée de l'Alpe Cermis, elle termine finalement en troisième position derrière Heidi Weng et Krista Pärmäkoski. Après ce tour, elle remporte le sprint libre de Falun devant Maiken Caspersen Falla et Heidi Weng. Le lendemain, elle termine quatrième du dix kilomètres classique mass-start. Avec sa victoire lors du sprint libre d'Otepää devant Maiken Caspersen Falla et Heidi Weng, son dixième succès en carrière en comptant ses cinq victoires en étapes de mini-tour, elle se positionne en tant que favorite des futurs championnats du monde.

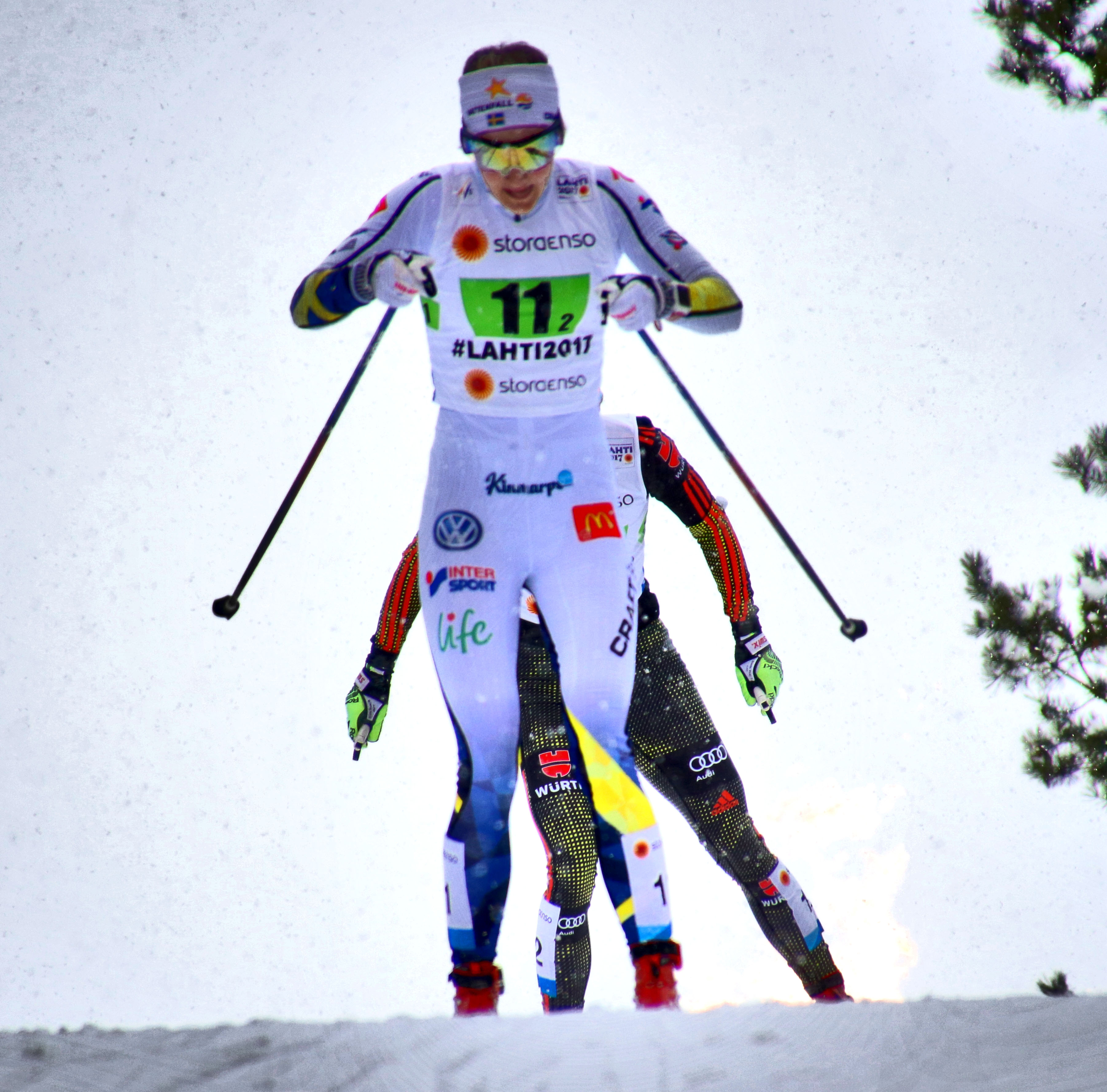
Stinna Nilsson lors des mondiaux 2017

Ses résultats lors des mondiaux de Lahti ne sont pas à la hauteur de ses objectifs : lors du sprint, disputé en style classique, elle chute alors qu'elle est à la lutte avec la Russe Natalia Matveeva dans le dernier virage de sa demi-finale. 26e du skiathlon, elle est ensuite associée à  Ingemarsdotter sur le sprint par équipes, terminant quatrième de la finale remportée par les Norvégiennes devant les Russes. Silsson est devancée au sprint pour la troisième place par l'Américaine Jessica Diggins. Alignée en dernière position du relais suédois, également composé de Anna Haag, Charlotte Kalla et Ebba Andersson, elle s'impose au sprint devant la Finlandaise Krista Pärmäkoski pour remporter la médaille d'argent, la Norvège remportant le titre.
Après les mondiaux, elle profite de l'élimination dès les qualifications de Maiken-Caspersen Falla, sa rivale pour le globe du sprint, pour se rapprocher de celle-ci en remportant le sprint classique de Drammen, devant Krista Pärmäkoski et Hanna Falk. Elle remporte également le sprint de Québec, première épreuve des Finales devant Maiken Caspersen Falla, cette dernière remportant toutefois le classement général de la spécialité.
Dès le début de la saison 2017-2018, elle annonce qu'elle renonce à participer au tour de ski pour « privilégier une longue période d'entrainement » en vue des Jeux olympiques de PyeongChang. Elle remporte la première épreuve de la saison, le sprint classique, première course du Ruka Triple. Elle termine finalement ce mini-tour en septième position. Cinquième du sprint suivant, en classique à Lillehammer, elle remporte ensuite le sprint libre de Davos. Après une période d'entrainement durant le tour de ski, elle retrouve la coupe du monde à Dresde où elle termine sixième d'un sprint libre, terminant également deuxième d'un Team sprint, avant de s'imposer à Planica sur le sprint classique.

#### Championne olympique du sprint en 2018

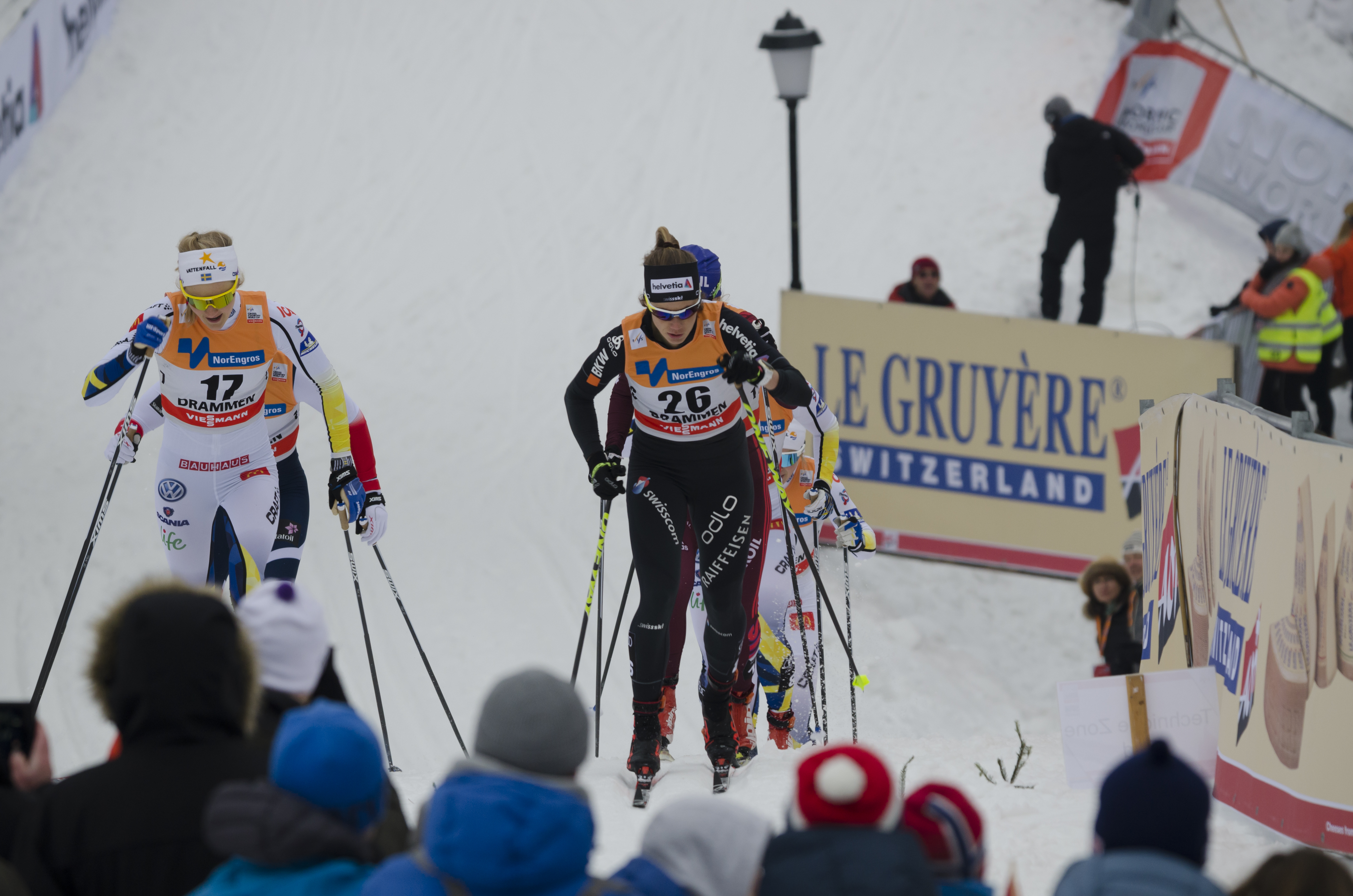
Nilsson lors de l'étape de coupe du monde de Drammen en 2018.

Aux Jeux olympiques de 2018 à PyeongChang, elle termine à la dixième place du skiathlon remporté par sa compatriote Charlotte Kalla. Lors du sprint classique où elle est la favorite avec Maiken Caspersen Falla. Meilleur temps des qualifications, elle s'impose lors de son quart de finale puis lors de demi-finale pour s'imposer nettement devant sa rivale norvégienne. Lors du relais, où elle est alignée en quatrième position derrière Anna Haag, Charlotte Kalla et Ebba Andersson, elle parvient à rester avec Marit Bjørgen jusqu'à la dernière montée pù la Norvégienne parvient à prendre un léger avantage que la Suédoise ne réussit pas à combler lors du sprint. Elle est associée à Charlotte Kalla sur le sprint par équipes, les Suédoises étant devancées au sprint par les Américaines Kikkan Randall et Jessica Diggins, la paire norvégienne formée par Marit Bjørgen et Maiken Caspersen Falla,. Après les Jeux, elle termine deux fois sur le podium de sprint, à Lahti sur un sprint libre derrière Maiken Caspersen Falla, puis sur le sprint classique de Drammen, toujours derrière Falla, cette victoire permettant à celle-ci de remporter le globe de cristal de la spécialité avant la dernière étape à Falun, où la Suédoise décide finalement de déclarer forfait.

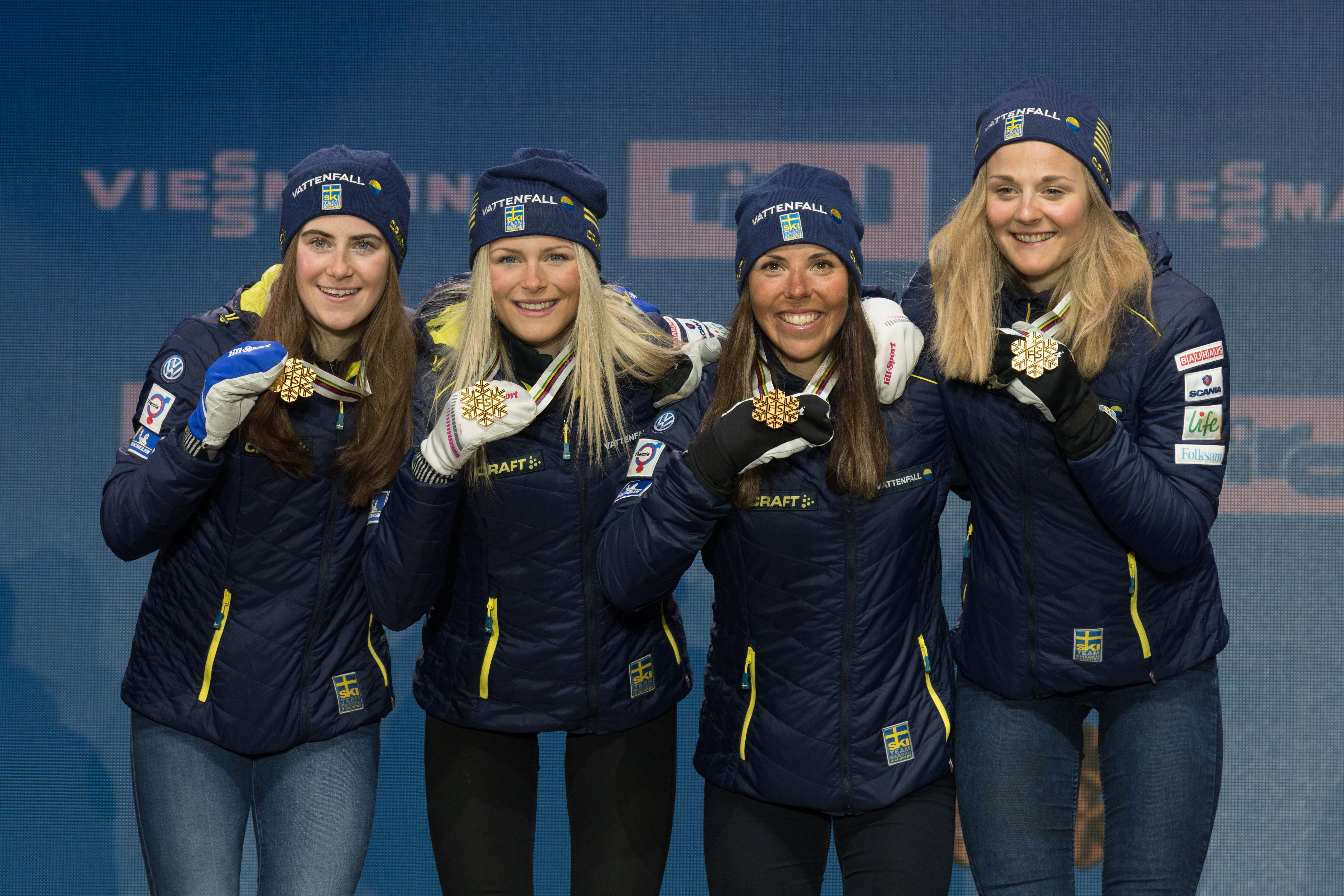
La Suède remporte le relais 4 × 5 km des championnats du monde de Seefeld.

Après avoir commencé sa saison à Bruksvallarna en course FIS, elle termine à la sixième place de la première course de la coupe du monde, un sprint classique remporté par la Russe Yulia Belorukova. La semaine suivante, elle est privée de première victoire sur la saison par sa compatriote Jonna Sundling lors du sprint libre de Lillehammer. Elle remporte ensuite le sprint libre de Davos. Elle remporte ensuite les deux sprints du tour de ski, l'épreuve initiale à Toblach puis au Val Müstair avant de quitter la compétition pour se préparer pour les prochaines échéances. Elle remporte ensuite le sprint urbain de Dresde où le podium est composé de trois fondeuses suédoises, Nilsson devançant Maja Dahlqvist et Jonna Sundling. Lors du sprint d'Otepää, elle se blesse lors de la demi-finale, ce qui la prive de finale. Elle est également absente à Lahti où sa rivale Maiken Caspersen Falla remporte la finale comme à Otepää. Son retour est annoncé pour les championnats du monde de Seefeld où elle se qualifie pour la finale. Elle est devancée lors de celle-ci par Maiken Caspersen Falla. Lors du sprint par équipes, elle est associée à Maja Dahlqvist ;  cette dernière s'impose dans la ligne finale pour devancer la paire slovène composée de Anamarija Lampic et Katja Visnar et la paire norvégienne, Maiken Caspersen Falla et Ingvild Flugstad Oestberg. Stina Nilsson est également alignée sur le relais. Partie avec 18 s d'avance grâce à un effort de Charlotte Kalla,  Nilsson est rattrapée par Therese Johaug à un kilomètre de l'arrivée, mais parvient à la suivre jusqu'à la dernière ligne droite où elle s'impose pour offrir à la Suède le premier titre mondial de relais 4 × 5 km. Quatrième lors du sprint classique de Drammen suivant les mondiaux, elle remporte ensuite le sprint libre à Falun devant Falla et Maja Dahqvist. Lors de la première étape des Finales, disputées à Québec, elle remporte le dernier le sprint de la saison, en style libre, devant ses compatriotes Maja Dahqvist et Jonna Sundling. Elle remporte ainsi le petit globe de cristal de la spécialité, devançant sa rivale norvégienne, triple détentrice du trophée.

### Biathlon
Après une saison 2019-2020 décevante à cause de douleurs au dos, Nilsson décide d'arrêter le ski de fond pour tenter sa chance dans le biathlon, comme une autre Suédoise Magdalena Forsberg l'avait fait avec beaucoup de succès en son temps. Pour ses débuts dans la discipline en automne 2020 à Idre en Suède, elle termine onzième d'un sprint (7/10 au tir), puis 26e de l’individuel court le lendemain (10/20 au tir). Elle dispute douze courses individuelles en IBU Cup, avec comme meilleur résultat une huitième place à Brezno sur une poursuite, et termine 33e du classement général. En mars 2021, elle est sélectionnée pour participer à l'étape finale de la coupe du monde à Östersund . Elle marque d'emblée ses premiers points dans l'élite mondiale en terminant respectivement 26e puis 22e du sprint et de la poursuite.
Le premier podium de Stina Nilsson dans la Coupe du monde IBU est collectif, elle fait partie du relais féminin suédois qui termine deuxième derrière la France lors de l'étape de Ruhpolding le 14 janvier 2022. Elle assiste ensuite en remplaçante à la victoire de ses coéquipières dans le relais olympique des Jeux de Beijing 2022 où elle n'est pas non plus alignée dans les épreuves individuelles. Puis, le 5 mars à Kontiolahti, avec un bon temps à skis et une seule erreur au tir, elle se classe troisième du sprint, derrière la gagnante Denise Herrmann (elle aussi ancienne fondeuse et médaillée olympique dans ce sport), et Tiril Eckhoff. « C’est incroyable. C’est tellement fou, j’ai eu de super sensations toute la journée. C’est dingue de monter sur le podium », dit-elle après le premier « Top 3 » individuel de sa carrière munie d'une carabine.

### Ski de fond longue distance
Elle arrête le biathlon à l'issue de la saison 2023-2024 pour retourner au ski de fond. Évoluant sur le circuit Ski Classics, elle termine dans le top 5 des huit courses de la saison 2024-2025 auxquelles elle participe, remportant notamment la Vasalopett pour sa première participation.

## Palmarès en ski de fond

### Jeux olympiques d'hiver
| Épreuve / Édition   | Sprint                           | Sprint                           | 10 km                            | 10 km                            | Skiathlon 2 × 7,5 km | 30 km                               | Relais                              | Relais                             |
| Épreuve / Édition   | libre                            | classique                        | libre                            | classique                        | Skiathlon 2 × 7,5 km | 30 km                               | Sprint                              | 4 × 5 km                           |
| JO 2014 Sotchi      | 10e                              | Épreuve inexistante à cette date | Épreuve inexistante à cette date | —                                | —                    | —                                   | Médaille de bronze, Jeux olympiques | —                                  |
| JO 2018 Pyeongchang | Épreuve inexistante à cette date | Médaille d'or, Jeux olympiques   | —                                | Épreuve inexistante à cette date | 10e                  | Médaille de bronze, Jeux olympiques | Médaille d'argent, Jeux olympiques  | Médaille d'argent, Jeux olympiques |

Légende :
- : première place, médaille d'or
- : deuxième place, médaille d'argent
- : troisième place, médaille de bronze
- : pas d'épreuve
- — : Non disputée par Nilsson

### Championnats du monde
| Épreuve / Édition           | Sprint                           | Sprint                           | 10 km                            | 10 km                            | Poursuite / Skiathlon 2 × 7,5 km | 30 km | Relais                   | Relais                   |
| Épreuve / Édition           | libre                            | classique                        | libre                            | classique                        | Poursuite / Skiathlon 2 × 7,5 km | 30 km | Sprint                   | 4 × 5 km                 |
| Mondiaux 2013 Val di Fiemme | Épreuve inexistante à cette date | 5e                               | —                                | Épreuve inexistante à cette date | —                                | —     | —                        | —                        |
| Mondiaux 2015 Falun         | Épreuve inexistante à cette date | Médaille d'argent, monde         | —                                | Épreuve inexistante à cette date | —                                | —     | Médaille d'argent, monde | Médaille d'argent, monde |
| Mondiaux 2017 Lahti         | 12e                              | Épreuve inexistante à cette date | Épreuve inexistante à cette date | 13e                              | 26e                              | —     | 4e                       | Médaille d'argent, monde |
| Mondiaux 2019 Seefeld       | Médaille d'argent, monde         | Épreuve inexistante à cette date | Épreuve inexistante à cette date | —                                | —                                | —     | Médaille d'or, monde     | Médaille d'or, monde     |

Légende :
- : première place, médaille d'or
- : deuxième place, médaille d'argent
- : pas d'épreuve
- — : Non disputée par Nilsson

### Coupe du monde
- Meilleur classement général : 4e en 2017.
- 1 petit globe de cristal : 1re du classement des sprints en 2019.
- 24 podiums individuels : 12 victoires, 6 deuxièmes places et 6 troisièmes places.
- 7 podiums par équipes : 3 victoires, 3 deuxièmes places et 1 troisième place.

#### Courses par étapes
- 20 podiums d'étapes : 11 victoires, 5 deuxièmes places et 4 troisièmes places.

Elle termine deuxième du Nordic Opening en 2015 et troisième du Tour de Ski 2016-2017.

#### Détail des victoires
| Épreuve / Édition | Sprint             | Sprint       | Tour de ski ou Nordic Opening Finales |
| Épreuve / Édition | libre              | classique    | Tour de ski ou Nordic Opening Finales |
| 2015-16           | Davos Planica      |              |                                       |
| 2016-17           | Falun Otepää       | Ruka Drammen |                                       |
| 2017-18           | Davos              | Planica      |                                       |
| 2018-19           | Davos Dresde Falun |              | Finales (Québec)                      |

##### Victoire d’étapes
| Date             | Lieux         | Pays      | Compétition     | Discipline  |
| ---------------- | ------------- | --------- | --------------- | ----------- |
| 4 mars 2016      | Québec        | Canada    | Ski Tour Canada | SP TL       |
| 31 décembre 2016 | Val Müstair   | Suisse    | Tour de Ski     | SP TL       |
| 3 janvier 2017   | Oberstdorf    | Allemagne | Tour de Ski     | 10 km PU    |
| 4 janvier 2017   | Oberstdorf    | Allemagne | Tour de Ski     | 10 km TL HS |
| 7 janvier 2017   | Val di Fiemme | Italie    | Tour de Ski     | 10 km TC MS |
| 17 mars 2017     | Québec        | Canada    | Finales         | SP TL       |
| 24 novembre 2017 | Kuusamo       | Finlande  | Ruka Tour       | SP TC       |
| 29 décembre 2018 | Dobbiaco      | Italie    | Tour de Ski     | SP TL       |
| 1 janvier 2019   | Val Müstair   | Suisse    | Tour de Ski     | SP TL       |
| 22 mars 2019     | Québec        | Canada    | Finales         | SP TL       |
| 23 mars 2019     | Québec        | Canada    | Finales         | 10 km TC MS |

Légende :
TC = classique
TL = libre
MS = départ en masse
HS = départ avec handicap
PU = poursuite 

#### Classements en Coupe du monde
Stina Nilsson obtient son meilleur résultat en coupe du monde lors de la saison 2016-2017 où elle termine quatrième. Elle termine quatre fois sur le podium du classement des sprints, en 2016 où elle termine troisième, puis en 2017 et 2018 où elle est deuxième, devancée par la Norvégienne Maiken Caspersen Falla. Lors de saison 2018-2019, elle remporte ce classement, devant Maiken Caspersen Falla.
Elle remporte également à deux reprises le classement général des moins de 23 ans, en 2015 et 2016.
| Saison / Épreuve | Saison / Épreuve | Général | Général | Distance | Distance | Sprint | Sprint |         | Tour de ski depuis 2007          | Finales depuis 2008 Ski tour Canada2016 | Nordic Opening depuis 2011 |
| Saison / Épreuve | Saison / Épreuve | Class.  | Points  | Class.   | Points   | Class. | Points |         | Tour de ski depuis 2007          | Finales depuis 2008 Ski tour Canada2016 | Nordic Opening depuis 2011 |
| ---------------- | ---------------- | ------- | ------- | -------- | -------- | ------ | ------ | ------- | -------------------------------- | --------------------------------------- | -------------------------- |
| 2012             | 2012             | 93e     | 8       | -        | -        | 63e    | 8      | —       | —                                | —                                       |                            |
| 2013             | 2013             | 67e     | 51      | -        | -        | 38e    | 51     | —       | —                                | —                                       |                            |
| 2014             | 2014             | 35e     | 182     | 72e      | 10       | 12e    | 172    | —       | Abandon                          | 52e                                     |                            |
| 2015             | 2015             | 12e     | 427     | 41e      | 62       | 4e     | 345    | Abandon | Épreuve inexistante à cette date | 21e                                     |                            |
| 2016             | 2016             | 11e     | 995     | 23e      | 205      | 3e     | 602    | 24e     | Abandon                          | 2e                                      |                            |
| 2017             | 2017             | 4e      | 1437    | 6e       | 467      | 2e     | 520    | 3e      | 3e                               | 5e                                      |                            |
| 2018             | 2018             | 12e     | 1650    | 33e      | 83       | 2e     | 495    | —       | —                                | 7e                                      |                            |
| 2019             | 2019             | 5e      | 1072    | 20e      | 166      | 1re    | 626    | Abandon | 1re                              | 6e                                      |                            |
| 2020             | 2020             | 29e     | 251     | 46e      | 36       | 16e    | 167    | Abandon | Épreuve inexistante à cette date | 11e                                     |                            |

### Championnats du monde juniors
Stina Nilsson participe à trois éditions des championnats du monde junior, remportant trois médailles d'or, sur le sprint lors des éditions de 2012 et 2013, et le relais en 2013, et une médaille d'argent avec le relais en 2012.
| Épreuve / Édition     | Sprint               | Sprint               | 5 km  | 5 km      | Skiathlon | Relais                   |
| Épreuve / Édition     | libre                | classique            | libre | classique | Skiathlon | Relais                   |
| Mondiaux 2011 Otepää  |                      | 12e                  | 71e   |           |           |                          |
| Mondiaux 2012 Erzurum | Médaille d'or, monde |                      |       |           | 32e       | Médaille d'argent, monde |
| Mondiaux 2013 Liberec |                      | Médaille d'or, monde | 23e   |           | 8e        | Médaille d'or, monde     |

### Festival olympique de la jeunesse européenne
- Liberec 2011 :
  -  Médaille d'or du sprint classique.

### Coupe de Scandinavie
- 6 podiums, dont 3 victoires.

### Championnats de Suède
- Championne de Suède du sprint classique en 2018.

## Palmarès en biathlon

### Coupe du monde
- Meilleur classement général : 30e en 2022.
- Meilleur résultat individuel : 3e
- 2 podiums :
  - 1 podium individuel : 1 troisième place.
  - 1 podium en relais : 1 deuxième place.

Dernière mise à jour le 20 mars 2022

#### Classements en Coupe du monde
| Saison    | Individuel | Individuel | Individuel | Sprint  | Sprint | Sprint   | Poursuite | Poursuite | Poursuite | Mass start | Mass start | Mass start | Général | Général | Général  |
| Saison    | Courses    | Points     | Position   | Courses | Points | Position | Courses   | Points    | Position  | Courses    | Points     | Position   | Courses | Points  | Position |
| --------- | ---------- | ---------- | ---------- | ------- | ------ | -------- | --------- | --------- | --------- | ---------- | ---------- | ---------- | ------- | ------- | -------- |
| 2020-2021 | 0/3        |            |            | 1/10    | 15     | 73e      | 1/8       | 19        | 59e       | 0/5        |            |            | 2/26    | 34      | 71e      |
| 2021-2022 | 1/2        | 0          | nc         | 8/9     | 138    | 23e      | 5/7       | 61        | 36e       | 3/4        | 50         | 27e        | 17/22   | 249     | 30e      |
| 2022-2023 | '          | 0          | nc         | '       | '      | 71e      | '         | '         | 57e       | 0          |            |            | '       | '       | 73e      |
| 2023-2024 | '          | 0          | nc         | '       | '      | 60e      | '         | '         | 79e       | 0          |            |            | '       | '       | 79e      |

### Championnats d'Europe
| Édition / Épreuve   | Individuel | Sprint | Poursuite | Relais mixte              | Relais mixte simple |
| ------------------- | ---------- | ------ | --------- | ------------------------- | ------------------- |
| Duszniki-Zdrój 2021 | —          | 42e    | 38e       | —                         | —                   |
| Lenzerheide 2023    | 47e        | 4e     | 5e        | Médaille d'argent, Europe | —                   |

Légende :
- — : non disuptée par Nilsson

### IBU Cup
- 1 podium en relais : 1 deuxième place.

### Championnats de Suède de biathlon d'été
- Championne de Suède du sprint en 2021.